# Teodoto I di Costantinopoli
Teodoto I Cassitera (in greco Θεόδοτος Α΄ Κασσιτερᾶς o Κασσιτηρᾶς?; Nacolia, ... – gennaio 821) è stato un arcivescovo bizantino, patriarca ecumenico di Costantinopoli dal 1º aprile 815 fino al giorno della sua morte.

## Biografia
Teodoto nacque a Nacolia, figlio del patrizio Michele Melisseno e della sorella di Eudochia, l'ultima moglie dell'imperatore Costantino V. Teodoto si affezionò alla burocrazia di corte e divenne un confidente dell'imperatore Michele I. 
Quando Michele I fu deposto da Leone V nell'813, Teodoto era un anziano spatharokandidatos, che lo Scriptor Incertus, scrittore anonimo quasi contemporaneo del patriarca, descriveva come "mansueto" e "non istruito".
Il 14 marzo 815, l'imperatore Leone costrinse il patriarca Niceforo I a dimettersi e nominò al suo posto Teodoto di dottrina iconoclastica. Sempre nell'815, Teodotto presiedette un concilio ecclesiale a Costantinopoli che ribaltò il Secondo Concilio di Nicea e ripristinò il divieto di venerazione delle icone. Gran parte dello sforzo iconoclasta nel consiglio fu guidato da altri chierici, tra cui i successivi patriarchi Antonio I e Giovanni VII . All'indomani di questo sinodo, Teodoto venne rappresentato come torturatore di alcuni abati iconoduli che non volevano seguire le direttive del concilio locale. 

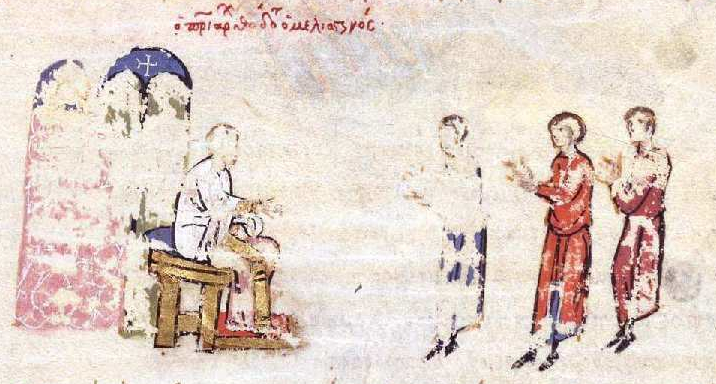
Il patriarca Teodoto promuove la dottrina iconoclasta

Cessò di essere menzionato nelle fonti dopo l'omicidio di Leone V e l'investitura di Michele II l'Amoriano nel dicembre 820.